# 里雷（馬里蘭州）
里雷（英語：Relay，或稱里雷大屋，Relay House）原為巴尔的摩和俄亥俄铁路的重要枢纽車站，位於马里兰州巴尔的摩以西9英里（約14公里）是巴尔的摩以外最繁忙的车站。圍繞著車站興起了一個小鎮，有一家杂货店、一所学校和一個義勇消防隊。現在位于阿灵顿大道 1710 号的建筑原是市政厅，保留下來可租借辦理活動。現在里雷是马里兰州哈勒索普的一个历史街区。

## 里雷大屋車站
鐵路旁曾有幾座建築物建築在同一地點，經常被混淆。
1. 最初的里雷大屋在 2021 年仍然存在，但經火災後重建，外觀已有變化。本站在通往華盛頓的都會區線開通以前就已存在，主線的路線略有改變。
2. 里雷車站，位於两条铁路线交汇处（拆除日期不详）
3. 高架桥旅館（Viaduct Hotel，也稱為里雷旅館），由石头建造，已於1950 年拆除。

### 最初的里雷大屋

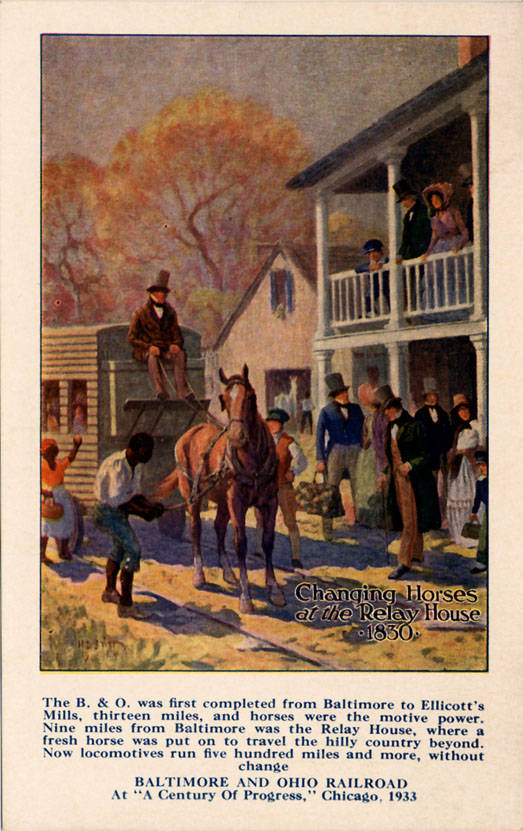
“在里雷大屋换马，1830 年”。作者不详。

里雷大屋（The Relay House） 是一座 3 层楼高、有 32 间客房的驛站，內有餐館、客房、馬廄，為往來於巴尔的摩和埃利科特城之間13英里（21公里）路程的馬拉軌道車提供服務。這條路線是通往弗吉尼亚州惠灵（1863年以後改屬西維吉尼亞州）的鐵路幹線的第一段。 当时的主要货物是来自磨坊的桶裝麵粉，送往巴尔的摩。 此外也提供客运服务。
在里雷大屋所“接力”更換的，是拉車的馬。
1830 年在這裡進行了著名的比賽，一匹馬和美國製造的第一部蒸汽機車（湯姆拇指號， Tom Thumb）從巴爾的摩開始比賽，終點是里雷。雖然蒸汽機車發生故障，馬贏得了比賽，但也證明了蒸汽機車的可行性。 
這座建築保存到今天，並在 2021 年成為私人住宅，期間由於火災和維修，外觀有所不同。托馬斯高架橋通車後，軌道略有遷移，不再直接通過這棟房屋前面。但有一些原始的、久未使用的 1830 年代軌道遺跡仍然存在。链接到该建筑物的图片 （页面存档备份，存于）。

### 里雷車站
1835 年，托馬斯高架橋通車，是華盛頓特區的第一條鐵路服務，也不再使用馬匹拉車了。軌道稍微遷移離開裡雷屋，沿著軌道建造有長凳和屋頂的新月台。但火車可以停下來讓客人在距離不遠的里雷大屋用餐。鐵路地圖和時刻表上，該站被稱為“裡雷”。 1878 年 B&O 铁路地图 （页面存档备份，存于）链接到中继站的照片。 )
南北战争前，本站是巴尔的摩和俄亥俄铁路的重要交會站與轉乘站。從華盛頓特區來的路線在此與巴爾的摩-惠靈之間的主線會合，在此有一個三角線。 本站是路線上最複雜的車站，也是僅次於巴爾的摩的第二繁忙車站。後來因為美國內戰，鐵路暫時停止營運，供作軍事用途。

### 高架橋旅館

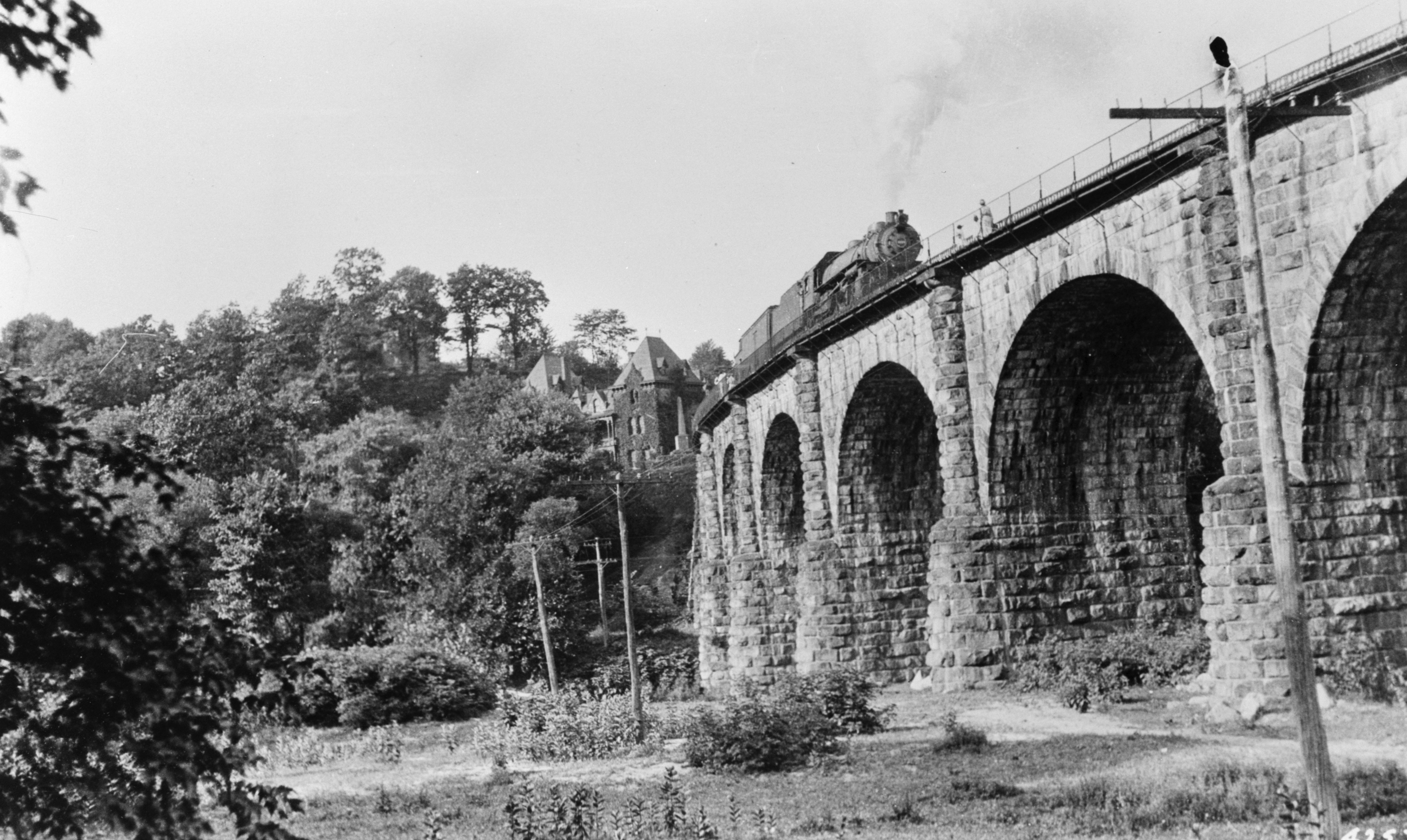
托馬斯高架橋，背景是高架橋旅館。

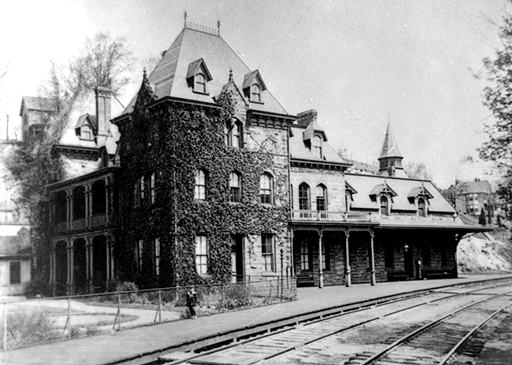
高架橋旅館及車站

巴尔的摩和俄亥俄铁路鐵路经过战争和大量维修（哈珀斯费里的波托馬克河橋被炸毀），終於恢復通車。 1872 年，鐵路興建了一座四層樓的花崗岩維多利亞式旅館車站綜合建築，稱為高架橋旅館（Viaduct Hotel），或被稱為里雷旅館。這不是一家一般旅館，而是供火車工作人員和乘客使用的。火車時刻表會安排在此停車用餐。轉車乘客可能需要在此停留數小時。此處還有理髮店和郵局，此外巴尔的摩和俄亥俄铁路在此開會與進行晚宴，也提供铁路工人的住房。
到 1900 年左右，更快的城际列车以及餐车和卧车投入服務，高架橋旅館於是過時且逐漸失去客戶，於 1938 年關閉，並在 1950 年被拆除。 以前在酒店/车站所在地的標誌，现在移到巴尔的摩的巴尔的摩和俄亥俄铁路博物馆展示。 也有按照旅館所做的模型。 

## 附註
1. ↑  英文relay有接力、中繼之意